# Długopole-Zdrój

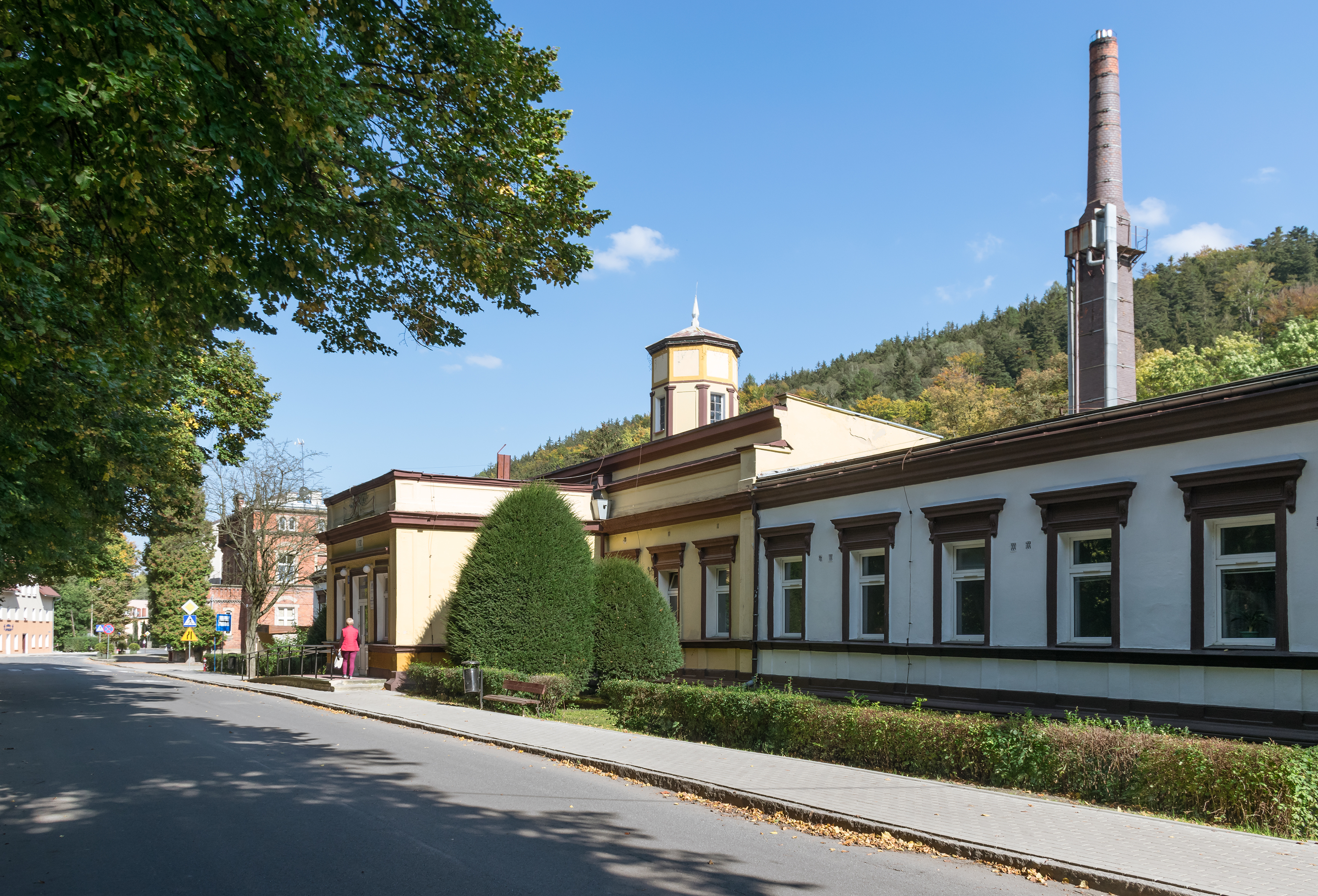
Zakład Przyrodoleczniczy „Karol”

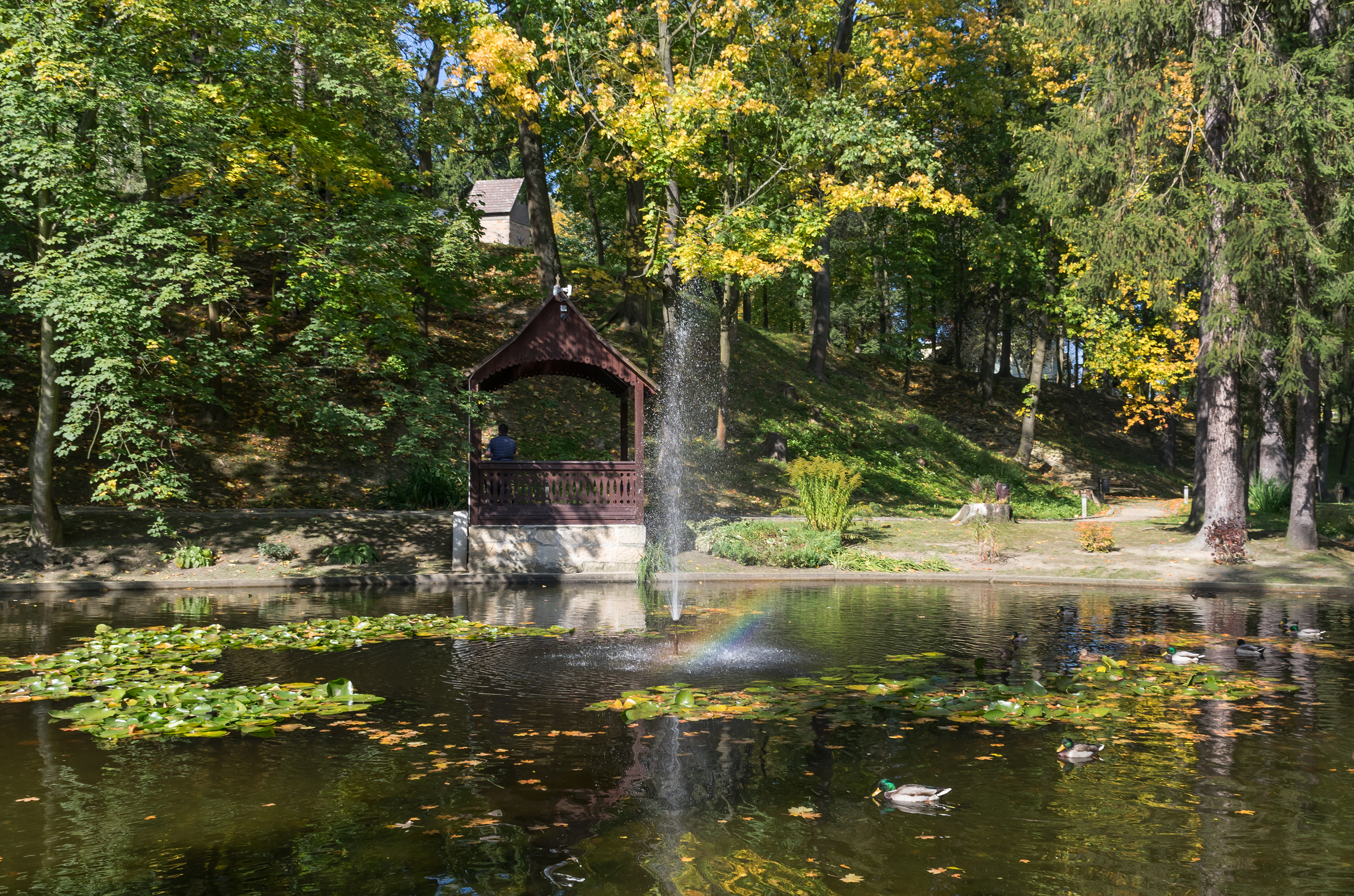
Park zdrojowy

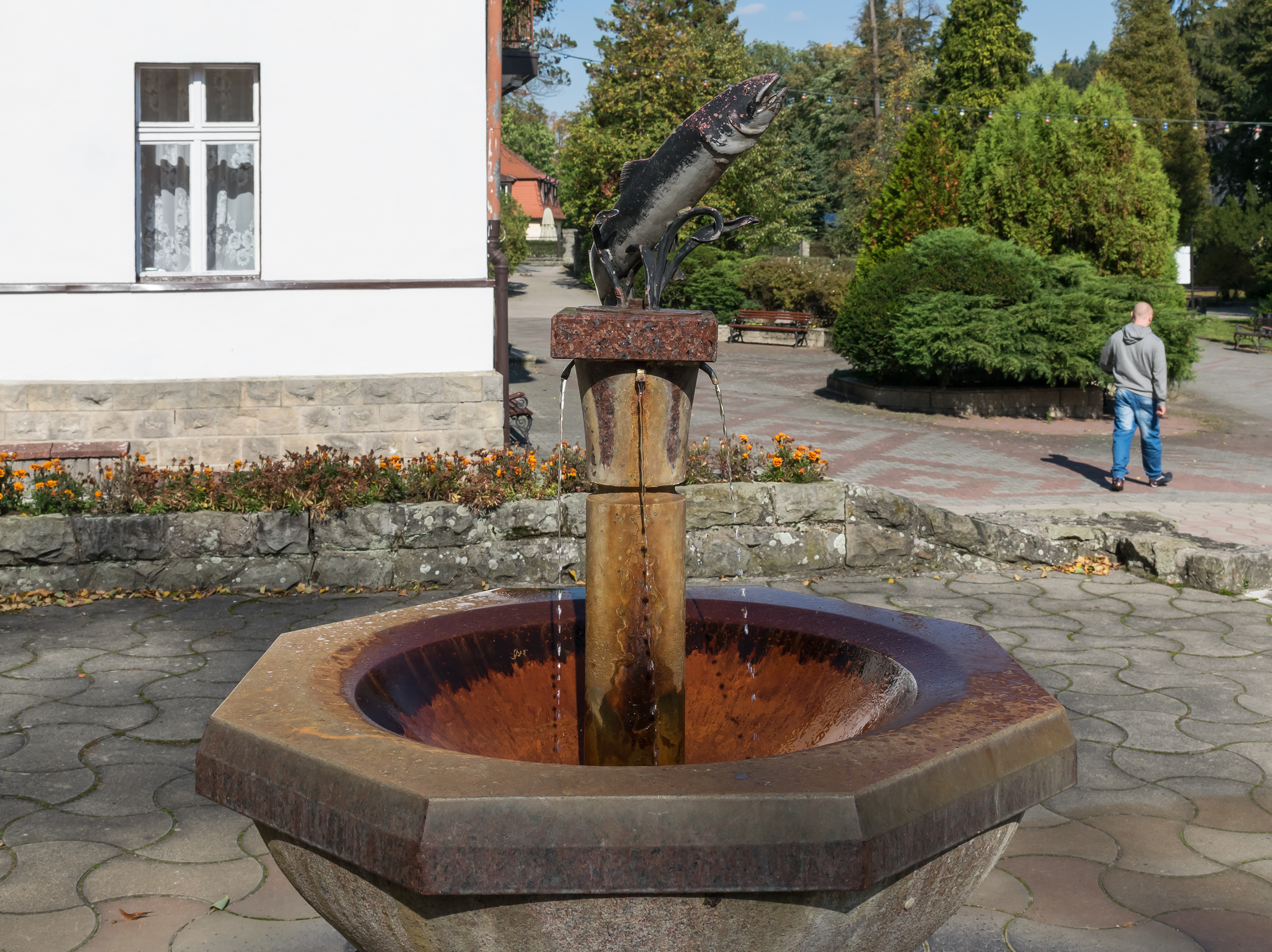
Źródło wody mineralnej w parku zdrojowym

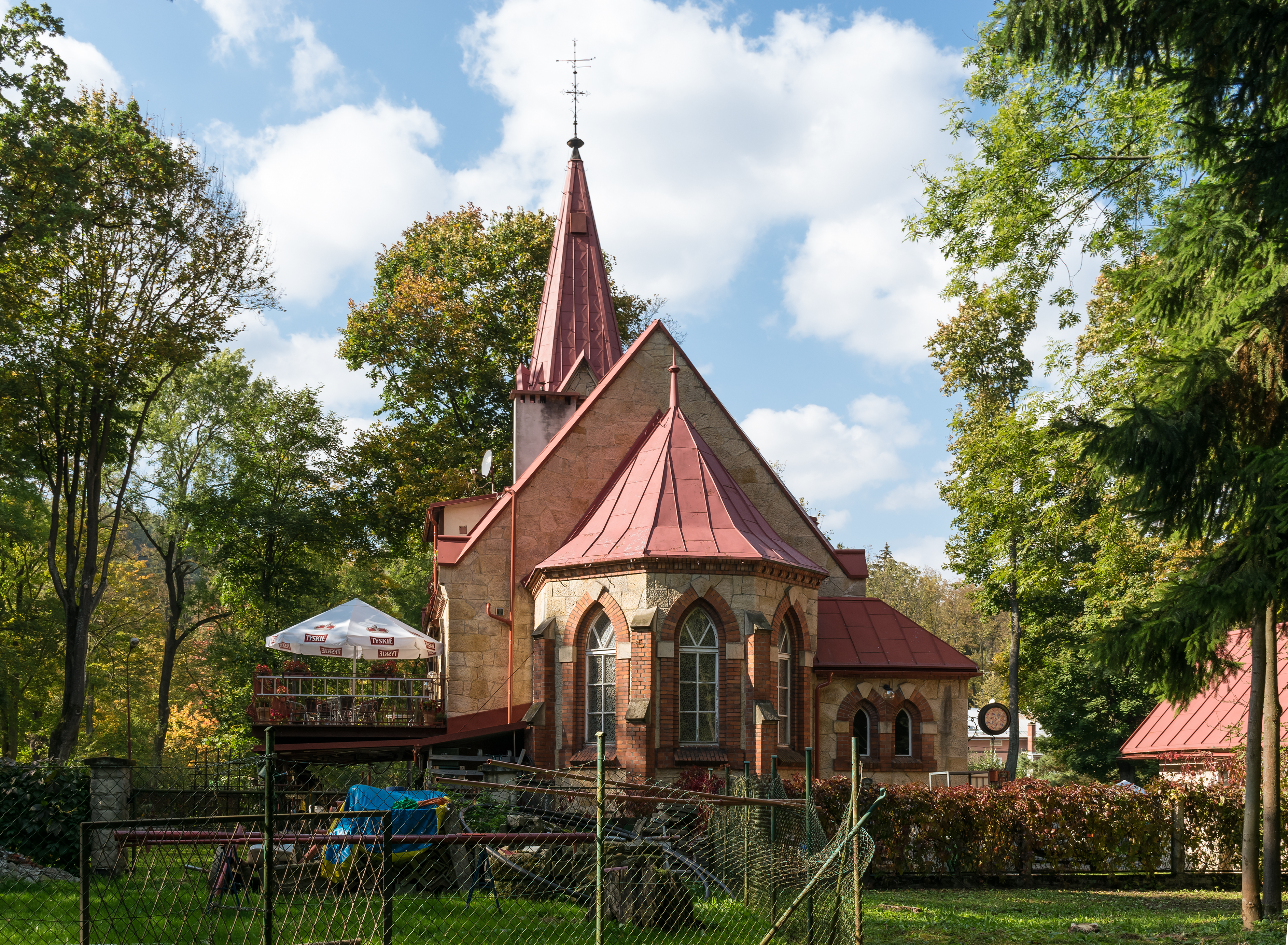
Dawny kościół ewangelicki, obecnie kawiarnia

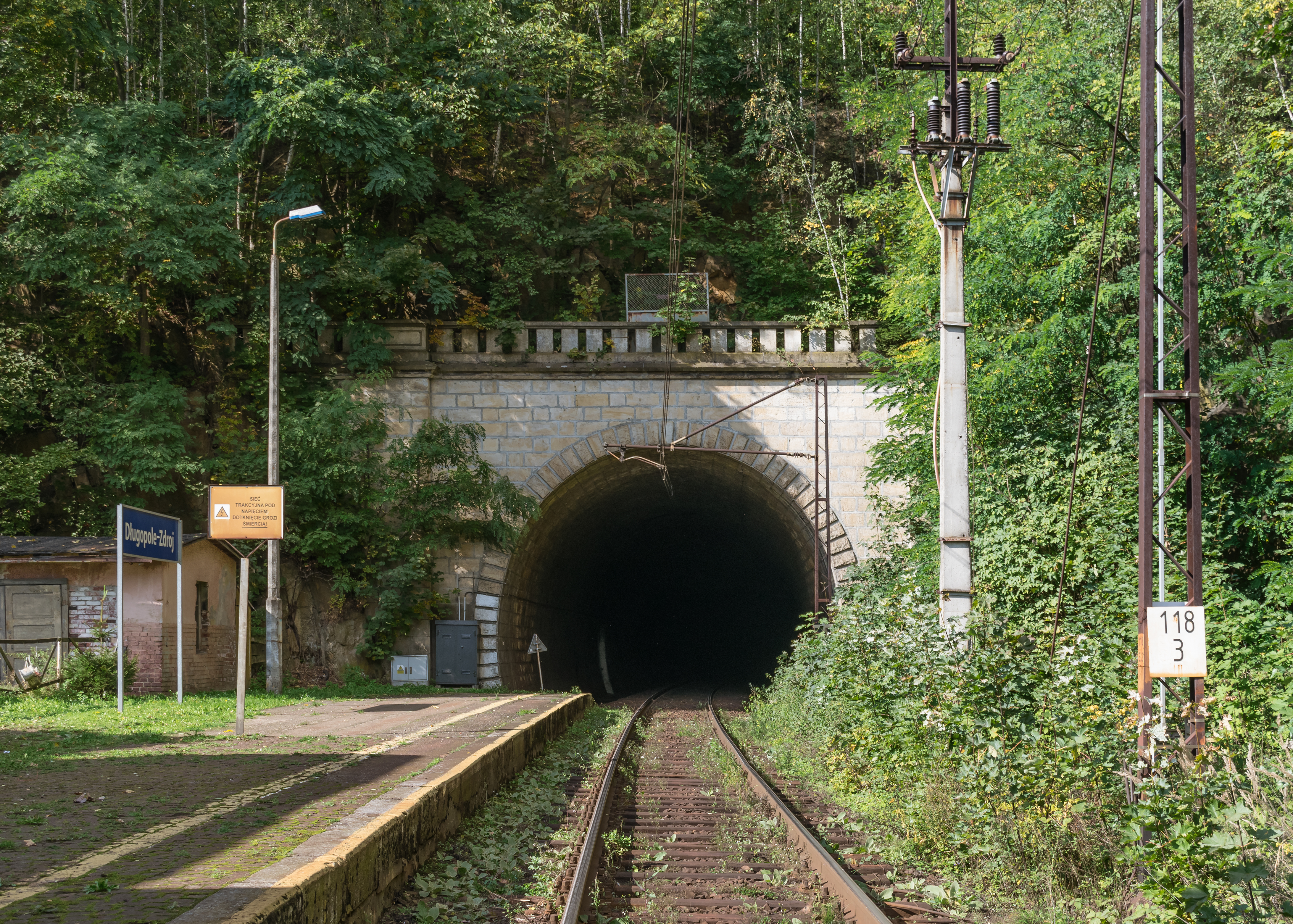
Tunel kolejowy

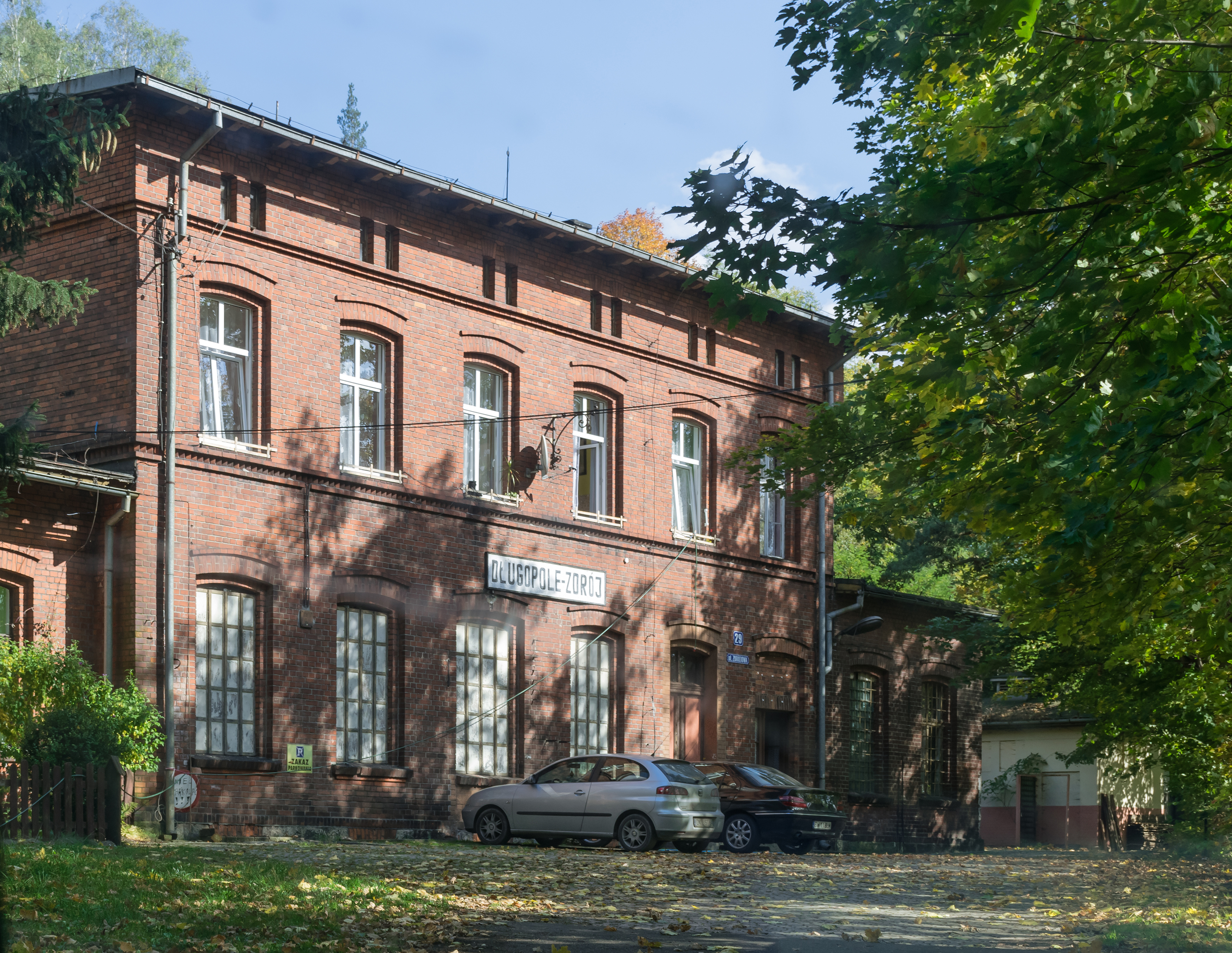
Przystanek kolejowy w Długopolu-Zdroju

Długopole-Zdrój (niem. Bad Langenau) – wieś uzdrowiskowa w Polsce położona w województwie dolnośląskim, w powiecie kłodzkim, w gminie Bystrzyca Kłodzka.

## Położenie
Długopole-Zdrój to mała miejscowość o długości około 1 km, leżąca nad Nysą Kłodzką, w Obniżeniu Bystrzycy Kłodzkiej, na wysokości około 370–400 m n.p.m.

## Podział administracyjny
W latach 1945–1954 siedziba gminy Długopole Zdrój. W latach 1954–1972 wieś należała i była siedzibą władz gromady Długopole Zdrój. W latach 1975–1998 miejscowość administracyjnie należała do województwa wałbrzyskiego.

## Zmiana nazwy
W 1946 roku wprowadzono urzędowo nazwę Długopole Zdrój, zastępując poprzednią niemiecką nazwę Bad Langenau.

## Historia
Najstarsze wzmianki o Długopolu pochodzą z 1346 roku i mówią o nadaniu tutejszego sołectwa von Glubosom z Zamku Szczerba. W roku 1381 znajdujący się w pobliżu młyn należący do von Glubosów został przez nich podarowany jako uposażenie szpitalowi w Bystrzycy Kłodzkiej. Młyn wypracowywał dla szpitala zyski aż do ok. 1630 r. Od 1563 roku aż do wojny trzydziestoletniej na terenie uzdrowiska znajdowała się kopalnia ałunu. W czasie Wojny Trzydziestoletniej po zawaleniu się sztolni Gab Gottes (Stąpanie Boga) zaczęła wypływać woda zawierająca kwas węglowy i uniemożliwiła dalsze wydobycie ałunu. W 1705 r. dr C. Ohm podaje w spisie źródeł leczniczych Śląska i Hrabstwa Kłodzkiego źródło żelaziste Długopola. W 1762 r. miejscowy młynarz Wolf umieścił nieopodal swego domu kadź do kąpieli zasilaną przez żelazistą wodę.
W 1802 r. powstaje już właściwe uzdrowisko znane w Europie jako Bad Langenau. Rozpoczęto prowadzenie leczniczych kąpieli. Do 1817 r. teren uzdrowiska znajdował się w ręku rodziny Wolf, a następnie został zakupiony przez podkomorzego miasta Habelschwerdt (ob. Bystrzyca Kłodzka). Wybudowano pierwszy zakład kąpielowy z 16 kabinami wyposażonymi w drewniane wanny. W 1819 r. wybudowano nad źródłem Emilia drewnianą pijalnię wód oraz drewniany dom zdrojowy. W 1839 r. uzdrowisko zostało sprzedane dr. Juliusowi Hancke z Wrocławia. Wtedy następuje najbardziej intensywny rozwój uzdrowiska. Dzięki inwestycjom powstawały pensjonaty, urządzenia lecznicze oraz miejsca rekreacyjne (powiększono powierzchnię Parku Zdrojowego). Od 1844 r. wykonywało się w Długopolu zabiegi borowinowe. W 1875 r. doprowadzono do uzdrowiska linię kolejową, a w 1882 r. powstał dworzec. W 1876 r odkryto nowe źródło wody Eliza, a w 1904 r. Renata. W latach 1926–1945 uzdrowisko było własnością Leo Langego, a następnie Paula Polloka, jego zięcia. Aż do 1945 r. uzdrowisko działało tylko w sezonie letnim. W tym czasie liczba miejsc dla kuracjuszy wynosiła 700.
W czasie II Wojny Światowej uzdrowisko przystosowano do wybudowanego leśnego szpitala wojskowego. Działania wojenne nie zniszczyły miejscowości jednak urządzenia sanatoryjne zostały skradzione bądź wywiezione w głąb Niemiec.
Po roku 1945 Długopole-Zdrój stało się samodzielną miejscowością. W 1946 r. część pensjonatów i szpitali uzdrowiskowych przejęło Państwowe Przedsiębiorstwo Uzdrowiskowe Długopole-Zdrój. Intensywnie rozwija się od 1956, kiedy otwarto tam ośrodek rehabilitacyjny przeznaczony do rehabilitacji osób po wirusowym zapaleniu wątroby. W latach 1958–1964 odrestaurowano Zakład Przyrodoleczniczy. W 1970 r. oddany został po rewitalizacji do użytku park zdrojowy. W 1966 r. uzdrowisko połączono z innym znanym uzdrowiskiem z terenu Kotliny Kłodzkiej, Lądkiem-Zdrój w jeden zespół organizacyjno-administracyjny. W 1997 r. uzdrowisko nawiedziła powódź tysiąclecia czyniąc wielkie szkody.

## Uzdrowisko
Dla uzdrowiska Długopole-Zdrój określono następujące profile lecznicze: choroby ortopedyczno-urazowe, choroby naczyń obwodowych, choroby układu trawienia, choroby reumatologiczne, cukrzyca, choroby krwi i układu krwiotwórczego.
Atrakcją zabiegową są tzw. suche kąpiele dwutlenkiem węgla. Występują tu szczawy alkaiczne. Podstawową działalnością jest leczenie i rehabilitacja osób z chorobami wątroby. Poza tym prowadzona jest rehabilitacja kobiet po mastektomii, leczy się cukrzycę, nerwicę, choroby gastryczne. Łagodny klimat służy astmatykom, oraz osobom z chorobami układu krążenia.
Na terenie uzdrowiska znajdują się 3 szpitale uzdrowiskowe (Mieszko, Ondraszek, Dąbrówka), sanatorium uzdrowiskowe (Fortuna), przychodnia uzdrowiskowa, zakład przyrodoleczniczy. Uzdrowisko Długopole-Zdrój posiada park zdrojowy z pijalnią, pijalnię w zakładzie przyrodoleczniczym oraz ścieżki zdrowia.
Na obszarze uzdrowiska znajdują się 3 źródła wody leczniczej – należą do nich ujęcia:
- „Emilia” – woda słabo zmineralizowana 0,08% wodorowęglanowa, wapniowa, magnezowa, radonowa, żelazista
- „Kazimierz” – woda mineralna 0,11% wodorowęglanowa, wapniowa, magnezowa, sodowa, żelazista
- „Renata” – woda mineralna 0,13% wodorowęglanowa, wapniowa, magnezowa, sodowa, krzemowa, żelazista.

## Zabytki
W wojewódzkim rejestrze zabytków na liście zabytków wpisane są obiekty::
- kościół ewangelicki, z XIX/XX wieku, po 1945 roku był w nim magazyn, następnie został przebudowany na pensjonat i kawiarnię[6],
- park uzdrowiskowy z początku XIX wieku, z publicznym ujęciem wody mineralnej[6],
- łazienki, obecnie Zakład Przyrodoleczniczy „Karol”, ul. Zdrojowa 16, z 1839 roku, przebudowany w latach 1870–1871,
- drewniana hala spacerowa, obecnie Dom Zdrojowy, ul. Zdrojowa 8, z początku XX wieku, przebudowana w 1930 roku.

Inne zabytki:
- liczne domy mieszkalne i pensjonaty z XIX i XX wieku,
- w Parku Zdrojowym znajduje się pamiątkowy głaz z 1960 roku, upamiętniający XV-lecie wyzwolenia miejscowości.

## Turystyka
Przez miejscowość przebiega  Główny Szlak Sudecki ze Świeradowa-Zdroju do Prudnika (odcinek z Przełęczy Spalona do Wilkanowa).